# Тустатово
Тустатово — деревня Краснослободского района Республики Мордовия в составе Красноподгорного сельского поселения. 

## География
Находится на расстоянии примерно 7 километров на север от районного центра города Краснослободск.

## История
Упоминается с 1869 года, когда она была учтена как казенная деревня Краснослободского уезда из 23 дворов, название по имени первопоселенца.

## Население
Постоянное население составляло 26 человек (мордва 100%) в 2002 году, 10 в 2010 году .